# سيفاكا
السيفاكا أو السِّفَاكة أو الصِّفاقَة (الاسم العلمي: Propithecus) (بالإنجليزية: Sifakas)‏ هي جنس من الحيوانات تتبع الفصيلة الإندرية من رتبة الرئيسيات. وكباقي الليمورات تتوجد فقط في جزيرة مدغشقر. كل أنواع السيفاكا مُهددة بالانقراض، وتترواح حالات الأنواع من غير محصن إلى معرضة للخطر للغاية.

## أنواع السيفاكا
- سيفاكا كوكريلي
- سيفاكا ديكني
- سيفاكا مكلل
- سيفاكا ميلن ادواردز
- سيفاكا بيريري
- سيفاكا ذهبي متوج
- سيفاكا فيروي
- سيفاكا حريري
- سيفاكا متوج